# Sílvio César Ferreira da Costa
Sílvio César Ferreira da Costa, detto Sílvio (Niterói, 6 marzo 1970), è un ex calciatore brasiliano, di ruolo attaccante.

## Carriera

### Club
Dopo l'inizio di carriera con il Fluminense, si trasferì al Bragantino e fece parte della squadra che vinse il Campeonato Paulista 1990, guidata dal futuro vincitore della Bola de Ouro Mauro Silva. Nel 1995 passò al Paraná Clube, inaugurando un ciclo nel quale vinse quattro campionati statali consecutivi, tutti con squadre diverse di stati diversi. Nel 2000 vinse il Campeonato Brasiliense, campionato dell'area del Distrito Federal con il Gama, che fu il suo ultimo titolo della carriera. Nel 2004 si ritirò con la maglia dell'Olympic Beirut. Ha giocato in tutto 133 partite nel campionato di calcio brasiliano, segnando 34 volte.

### Nazionale
Ha giocato 2 partite con la Nazionale brasiliana, ed è stato incluso nella rosa dei convocati per la Copa América 1991.

## Palmarès

### Club

#### Competizioni nazionali
- Campeonato Paulista: 1

Bragantino: 1990
- Campeonato Paranaense: 1

Paraná: 1995
- Campeonato Goiano: 1

Goiás: 1996
- Campeonato Gaúcho: 1

Internacional: 1997
- Campeonato Baiano: 1

Bahia: 1998
- Campeonato Brasiliense: 1

Gama: 2000
- Campeonato Alagoano: 1

CRB: 2002

#### Competizioni internazionali
- Recopa Sudamericana: 1

Grêmio: 1996

## Statistiche

### Cronologia presenze e reti in nazionale
| Cronologia completa delle presenze e delle reti in nazionale ― Brasile | Cronologia completa delle presenze e delle reti in nazionale ― Brasile | Cronologia completa delle presenze e delle reti in nazionale ― Brasile | Cronologia completa delle presenze e delle reti in nazionale ― Brasile | Cronologia completa delle presenze e delle reti in nazionale ― Brasile | Cronologia completa delle presenze e delle reti in nazionale ― Brasile | Cronologia completa delle presenze e delle reti in nazionale ― Brasile | Cronologia completa delle presenze e delle reti in nazionale ― Brasile |
| Data                                                                   | Città                                                                  | In casa                                                                | Risultato                                                              | Ospiti                                                                 | Competizione                                                           | Reti                                                                   | Note                                                                   |
| ---------------------------------------------------------------------- | ---------------------------------------------------------------------- | ---------------------------------------------------------------------- | ---------------------------------------------------------------------- | ---------------------------------------------------------------------- | ---------------------------------------------------------------------- | ---------------------------------------------------------------------- | ---------------------------------------------------------------------- |
| 15-7-1991                                                              | Viña del Mar                                                           | Brasile                                                                | 3 – 1                                                                  | Ecuador                                                                | Coppa America 1991 - 1º turno                                          | -                                                                      | 72’                                                                    |
| 17-7-1991                                                              | Santiago del Cile                                                      | Argentina                                                              | 3 – 2                                                                  | Brasile                                                                | Coppa America 1991 - Girone finale                                     | 1                                                                      | 46’                                                                    |
| Totale                                                                 |                                                                        | Presenze                                                               | 2                                                                      |                                                                        | Reti                                                                   | 0                                                                      |                                                                        |